# Митюшиха (губа)
Митюшиха — фьордообразная губа на востоке Баренцева моря, вдаётся в юго-западную часть острова Северный архипелага Новая Земля.

## Гидроним
Название происходит, видимо, от уменьшительной формы имени Матвей, также, как названия соседних мыса и острова Митюшев.

## География
Расположена на юго-западе острова Северный архипелага Новая Земля. Входными мысами являются Островной на севере и Митюшев на юге, отделяющие губу от Баренцева моря. Пролив Казакова разделяет мыс и остров Митюшев, расположенный юго-западнее губы.
В губе находятся мысы Полуостровной, Запасова, Приметный, Равнинный, Клочковский, Зубова, Иранка; острова Медведь, Гагачий, Чаячий, Тюленьи; полуостров Клочковский; бухты Открытая, Приюта, Брача; банки Мурман, Стамик Промышленников. Также вблизи южного берега губы расположены ледники Гордеева, Кольцова, Бычкова; горы Митюшев Камень (780 метров), Монах, Снежная (760 метров), Последняя (953 метра), Приметная (640 метров), пик Чёрный (756 метров).
Длина губы — 37 километров, ширина у устья — 9 километров. Наибольшая глубина — 51 метр. Берега высокие, скалистые.
В губу впадают реки Промысловая, Мутная, Митюшиха и множество других.